# Татарстан Еърлайнс
„Татарстан Еърлайнс“ (на руски: Авиакомпания „Татарстан“; на татарски: Татарстан Һава Юллары, Tatarstan Hawa Yulları) е авиокомпания в Татарстан, Руска федерация.
Седалището на компанията се намира в Казан, където е и основното летище, от което оперира – Международно летище „Казан“.
Авиокомпания „Татарстан“ е основана през 1993 година.

## Въздушен флот
През ноември 2011 г. авиокомпанията разполага със следните самолети::
- 2 Еърбъс A319-100
- 2 Боинг 737-300
- 1 Боинг 737-400
- 2 Боинг 737-500
- 2 Туполев Ту-154